# Christiaan Timmermans
Christiaan Willem Anton Timmermans (Rotterdam, 6 december 1941) is een Nederlands jurist en voormalig rechter bij het Europees Hof van Justitie.
Timmermans volgde van 1953 tot 1959 de gymnasiumopleiding van het Sint Franciscuscollege in Rotterdam en studeerde vervolgens rechtsgeleerdheid aan de Universiteit Leiden, waar hij in 1966 afstudeerde met als specialisatie het privaatrecht. Na zijn studie was hij van 1966 tot 1969 référendaire (gerechtssecretaris) bij het Hof van Justitie van de Europese Gemeenschappen in Luxemburg, waar hij werkte voor de Nederlandse rechter Donner; in 1969 werd hij ambtenaar bij de juridische dienst van de Europese Commissie. In 1973 promoveerde Timmermans aan de Universiteit Leiden bij Herman Maas op het proefschrift De administratieve rechter en beoordelingsvrijheden van bestuursorganen: een rechtsvergelijkend onderzoek naar de controle van de administratieve rechter op de uitoefening van beoordelingsvrijheden van bestuursorganen in het nationale recht en het gemeenschapsrecht.
Na acht jaar voor de Commissie te hebben gewerkt werd Timmermans in 1977 benoemd tot hoogleraar Europees recht aan de Rijksuniversiteit Groningen, op de leerstoel die eerder was bekleed door Laurens Jan Brinkhorst. Van 1985 tot 1987 was hij daar decaan van de rechtenfaculteit; verder was hij onder andere lid van een adviescommissie over ondernemingsrecht (voorgezeten door Wim van der Grinten), lid van verscheidene commissies van de SER en vicevoorzitter van de Nederlandse Vereniging voor Europees Recht. Hij was ook raadsheer-plaatsvervanger bij het Gerechtshof Arnhem.
In 1989 keerde hij terug naar de Europese Commissie, ditmaal als adjunct-directeur-generaal van de juridische dienst (SJ); als hoogleraar in Groningen werd hij opgevolgd door Laurence Gormley. Begin 1999 werd hij naast zijn aanstelling bij de Commissie benoemd tot onbezoldigd hoogleraar Europees recht aan de Universiteit van Amsterdam, waar hij tot 2003 hoogleraar zou blijven. Van 1991 tot 2001 was hij tevens redacteur van het tijdschrift Common Market Law Review. In 2000 werd Timmermans als opvolger van Jos Kapteyn benoemd tot rechter in het Hof van Justitie, waar hij vele jaren eerder al had gewerkt als référendaire; vanaf 2003 was hij daar ook voorzitter van een kamer van vijf rechters. Timmermans ging in 2010 met pensioen als rechter en werd opgevolgd door Sacha Prechal. Hij was van 2010 tot 2012 nog hoogleraar (op de Piet Sanders-leerstoel) aan de Erasmus Universiteit Rotterdam en in 2011 Ferdinand Braudel-fellow aan het Europees Universitair Instituut in Florence, Italië.
Timmermans is sinds 1991 corresponderend lid van de Koninklijke Nederlandse Akademie van Wetenschappen, sectie Gedrags-, Maatschappij- en Rechtswetenschappen. Verder was hij onder andere lid van de adviesraad van het T.M.C. Asser Instituut. Samen met Richard Lauwaars publiceerde hij onder andere het inleidende studieboek Europees recht in kort bestek.
- Gemeinsame Normdatei: 124996019
- International Standard Name Identifier: 0000 0000 2444 925X
- Library of Congress Control Number: n80100398
- Nationale Bibliotheek van Israël: 987007369370305171
- Nederlandse Thesaurus van Auteursnamen: 068365586
- Système universitaire de documentation: 242544738
- Virtual International Authority File: 20986999
- WorldCat: E39PBJv8HJtqFfR7B3DJw94rMP